# بتنگی
بتنگی (به انگلیسی: Batangi) یک منطقهٔ مسکونی در پاکستان است که در خیبر پختونخوا واقع شده‌است.